# Stereum ostrea
Stereum ostrea är en svampart som först beskrevs av Carl Ludwig Blume och Theodor Friedrich Ludwig Nees von Esenbeck, och fick sitt nu gällande namn av Elias Fries 1838. Stereum ostrea ingår i släktet Stereum och familjen Stereaceae. Inga underarter finns listade i Catalogue of Life.

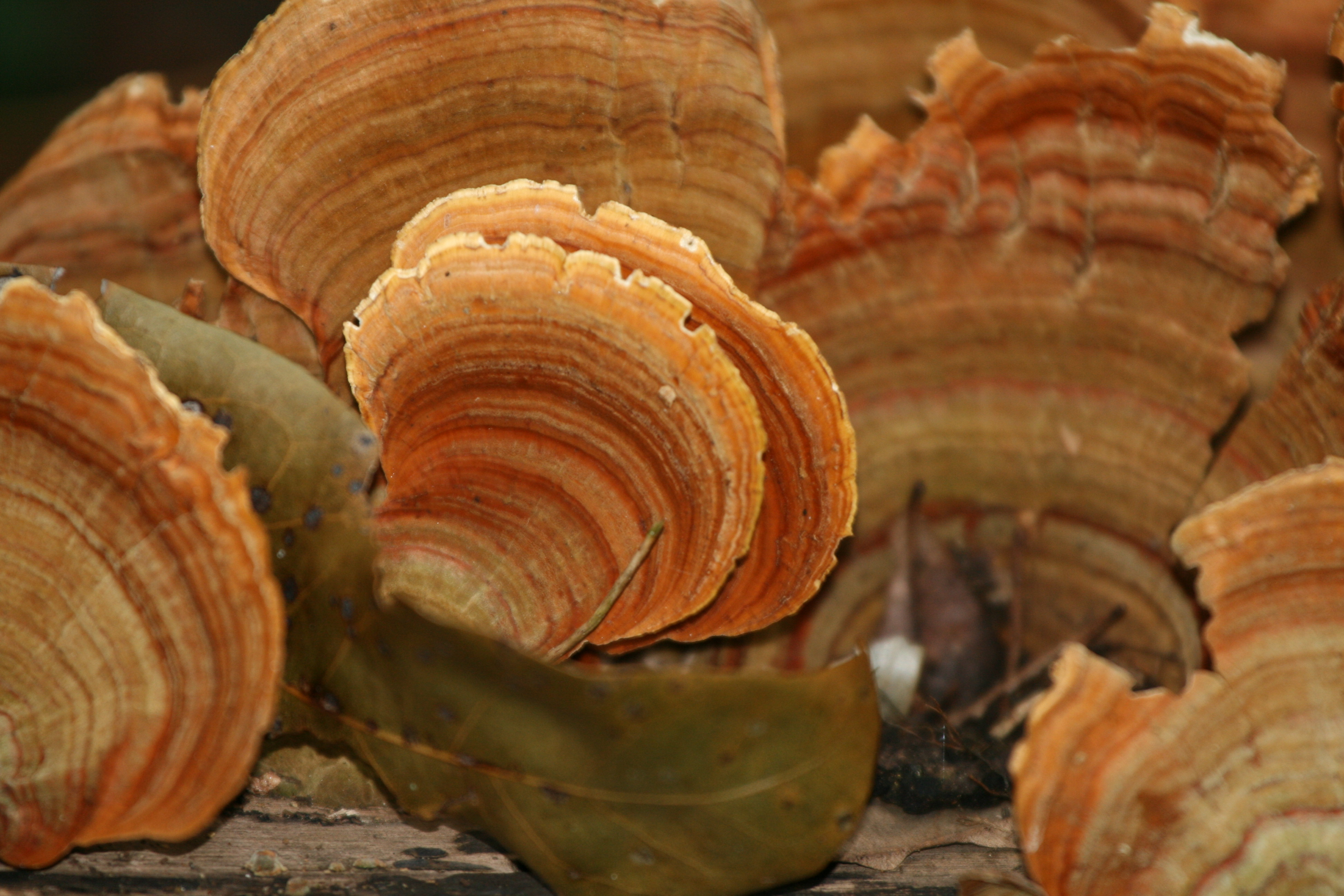
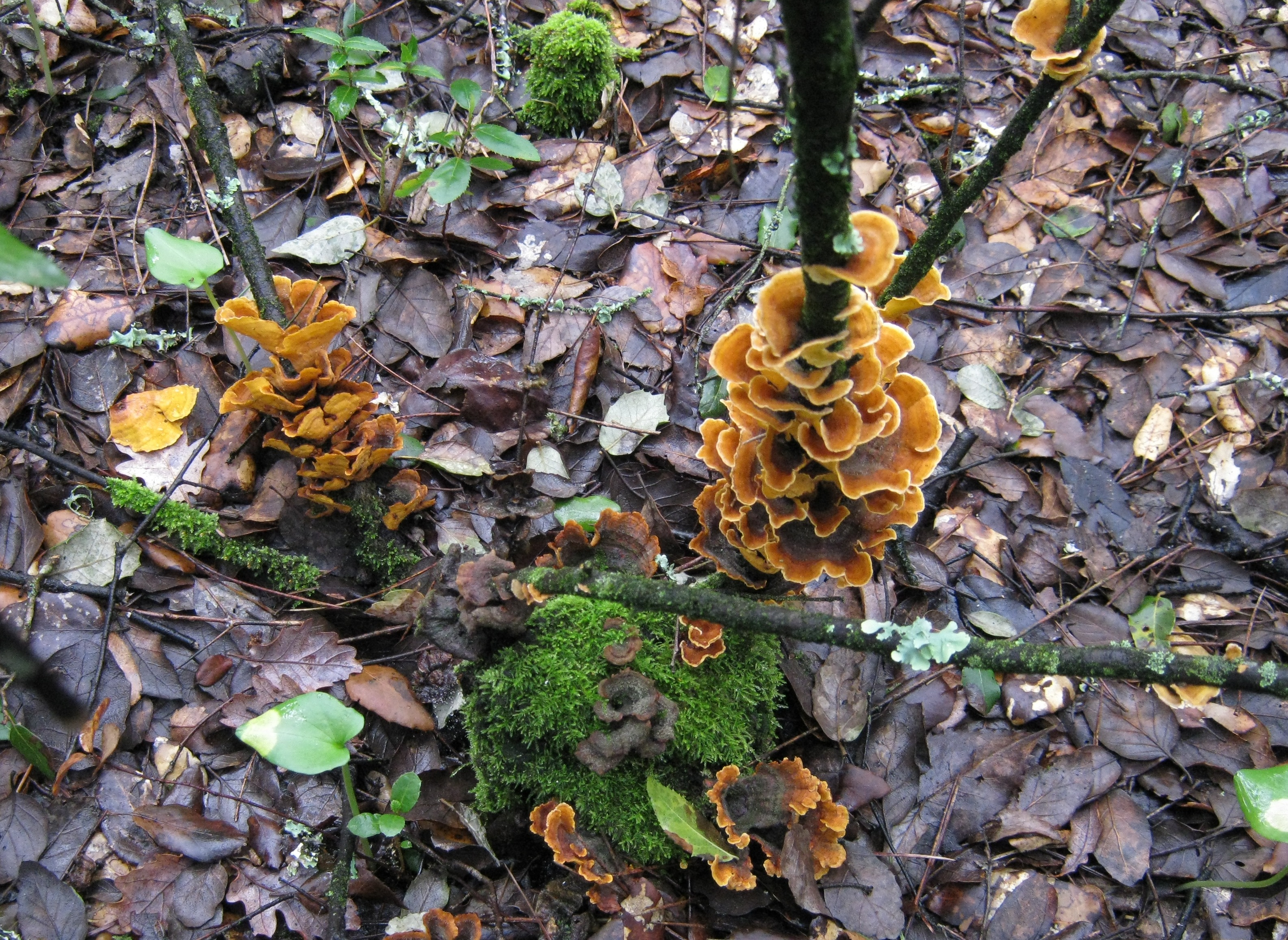